# Melvin (Texas)
Melvin é uma cidade  localizada no estado norte-americano do Texas, no Condado de McCulloch.

## Demografia
Segundo o censo norte-americano de 2000, a sua população era de 155 habitantes.
Em 2006, foi estimada uma população de 149, um decréscimo de 6 (-3.9%).

## Geografia
De acordo com o United States Census Bureau tem uma área de
1,2 km², dos quais 1,2 km² cobertos por terra e 0,0 km² cobertos por água. Melvin localiza-se a aproximadamente 566 m acima do nível do mar.

## Localidades na vizinhança
O diagrama seguinte representa as localidades num raio de 48 km ao redor de Melvin.